# Het boek der rusteloosheid
Het boek der rusteloosheid, in het Portugees Livro do desassossego, is een prozageschrift van hulpboekhouder Bernardo Soares, een semi-heteroniem van de Portugese dichter Fernando Pessoa.

## Auteur
Bernardo Soares is hulpboekhouder maar vooral semi-heteroniem en dus in grote mate Fernando Pessoa zelf. Soares heeft zijn kantoor in de baixa van Lissabon waar Pessoa na zijn terugkeer uit Zuid-Afrika is opgegroeid. Naast de filosofische essays, en enkele kritieken, is het Boek der Rusteloosheid het enige grote prozawerk van Pessoa.
"Mijn semi-heteroniem Bernardo Soares," schreef Pessoa zelf, "verschijnt telkens als ik moe of slaperig ben, zodat ik me tijdelijk minder laat leiden door verstandelijke overwegingen en remmingen: dat proza is een voortdurende mijmering. Het is een semi-heteroniem omdat het een ander is dan ik, maar een ander die niet zoveel verschillend is van mij, dan wel een verminking van mijn persoonlijkheid."

## Stijl en inhoud
De stijl en de inhoud van het Boek der Rusteloosheid zijn even moeilijk te scheiden als te duiden.
Het boek der rusteloosheid, of tenminste de Nederlandstalige bewerking/vertaling ervan, bestaat uit 481 fragmenten en een kleine honderd pagina's aan grote beschouwende, humoristische en wrange teksten over de weerzin van de auteur tegen het leven en diens creativiteit om de 'gruwelijke saaiheid' van het leven te lijf te gaan. Het boek der rusteloosheid is geschreven in 20 jaar en was onafgewerkt bij de dood van Pessoa die het een autobiografie zonder feiten noemde.

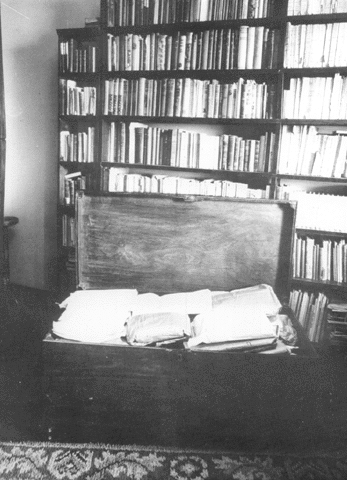
Pessoa's literaire nalatenschap: de kist, met meer dan 25.000 pagina's, en een deel van zijn persoonlijke bibliotheek

Het uiteindelijke boek is samengesteld uit de literaire nalatenschap van Pessoa. In de diverse vertalingen wordt het in diverse samenstellingen en volgordes gepubliceerd.
Het boek der rusteloosheid is een hybride, een knipselmap, van dromerijen, mijmeringen, een journaal met psychologische en filosofische beschouwingen en maximes. Het boek is een biografie in een tijdloos universum, zonder geschiedenis of ontwikkeling. Soares beschrijft, met Pessoa die over zijn schouder meekijkt, vanop zijn (boekhoud)kantoor de vergeefse en daarom interessante zoektocht naar een identiteit in een labyrint van gedachten, waarnemingen en gevoelens. De beschrijving van gedachten staat centraal.
Soares mijmert over de tegenstelling tussen droom en werkelijkheid, die tussen ziel en verstand, zijn verheven gevoel over zijn vegetatief leven en het gevoel dat hij een jammerende zieke dienstmeid is die er niet in slaagt iets nuttigs te doen. Soares beschrijft zijn omgeving en waarneming, dromen en landschappen, en is daarmee tegelijk actueel als modernisme.
In elk geval overheerst introspectie, en is het geen klassieke roman met dialogen, emoties die een plot dienen, dat vooraf bedacht is en geconstrueerd wordt naar een climax. De lezer wordt daarentegen uitgedaagd om zichzelf op het spel te zetten en een ontdekkingsreis te maken die nergens zal eindigen.

## Verder lezen
- Stoker, Michaël, Challenging Modernism Fernando Pessoa and the Book of Disquiet. Utrecht University, 2013 (inclusief bijlagen met kruisverwijzingstabellen en archiefeditie van manuscripten en transcripties).